# 1943
- Wikisource

| Calendário gregoriano                                                        | 1943 MCMXLIII                       |
| Ab urbe condita                                                              | 2696                                |
| Calendário arménio                                                           | 1392 – 1393                         |
| Calendário bahá'í                                                            | 99 – 100                            |
| Calendário budista                                                           | 2487                                |
| Calendário chinês                                                            | 4639 – 4640 Início a 5 de fevereiro |
| Calendário copta                                                             | 1659 – 1660                         |
| Calendário etíope                                                            | 1935 – 1936                         |
| Calendários hindus - Vikram Samvat - Calendário nacional indiano - Cáli Iuga | 1998 – 1999 1864 – 1865 5043 – 5044 |
| Calendário Holoceno                                                          | 11943                               |
| Calendário islâmico                                                          | 1362 – 1363                         |
| Calendário judaico                                                           | 5703 – 5704 Início a 30 de setembro |
| Calendário persa                                                             | 1321 – 1322 Início a 22 de março    |
| Calendário rúnico                                                            | 2193                                |
| Calendário solar tailandês                                                   | 2486                                |

1943 (MCMXLIII, na numeração romana) foi um ano comum do século XX do actual Calendário Gregoriano, da Era de Cristo, e a sua letra dominical foi C, teve 52 semanas, início a uma sexta-feira e terminou também a uma sexta-feira. Segundo o horóscopo chinês, foi o ano da Cabra, começando e 5 de fevereiro.
| Ano completo                       |
| ---------------------------------- |
| Ano comum com início à sexta-feira |

## Eventos

### Janeiro
- 14 de janeiro a 24 de janeiro - Ocorre a Conferência de Casablanca.
- 15 de janeiro - Inauguração do Pentágono, nos Estados Unidos.
- 28 de janeiro - Conferência de Natal: O presidente americano Franklin Roosevelt reúne-se com Getúlio Vargas em Natal, quando concordam na formação da Força Expedicionária Brasileira e definem os recursos para a Companhia Siderúrgica Nacional.

### Abril
- 19 de abril
  - O químico suíço Dr. Albert Hofmann deliberadamente experimenta LSD pela primeira vez.
  - Segunda Guerra Mundial: na Polônia tem início o Levante do Gueto de Varsóvia, depois que tropas alemãs entram no Gueto de Varsóvia para levar os judeus remanescentes.

### Maio
- 1 de maio - Sancionada pelo presidente brasileiro Getúlio Vargas a Consolidação das Leis do Trabalho.

### Julho
- 1 de julho - A Cidade de Tóquio se funde com a Prefeitura de Tóquio e é dissolvida. Desde essa data, nenhuma cidade no Japão tem o nome "Tóquio" (a atual Tóquio não é oficialmente uma cidade).

### Setembro
- 13 de setembro - Fundação dos territórios federais do Iguaçu e de Ponta Porã.

### Dezembro
- 7 de dezembro - Fundação do Movimento dos Focolares, por Chiara Lubich.

## Nascimentos

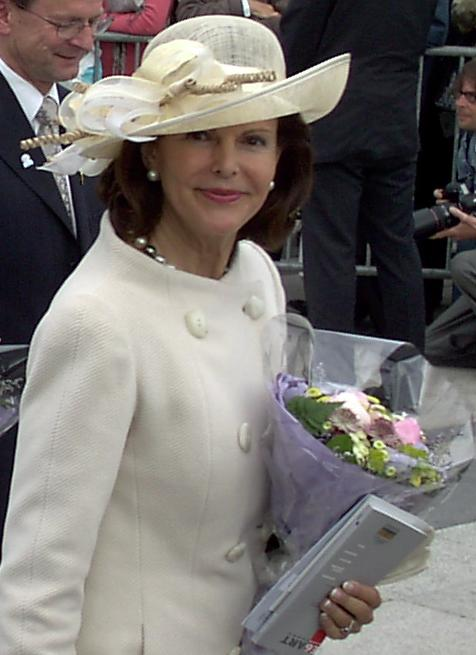
Rainha Silvia da Suécia
(n. 23 de Dezembro)

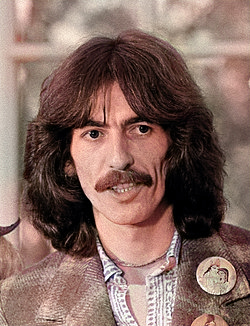
George Harrison

- 17 de janeiro - René Préval, primeiro-ministro do Haiti em 1991 e presidente do Haiti de 1996 a 2001 e desde 2006.[1]
- 20 de janeiro - Armando Guebuza, presidente de Moçambique desde 2005.
- 10 de fevereiro - Florbela Queiroz, atriz portuguesa.
- 25 de fevereiro - George Harrison, músico, ator e produtor de cinema. (m. 2001)
- 9 de março - José Nery Vieira, político brasileiro, defensor público cearense, e ex-procurador. (m. 2011)
- 17 de março - Bakili Muluzi, presidente do Malawi de 1994 a 2004.
- 14 de abril - Fuad Siniora, presidente interino do Líbano de 2007 a 2008 e primeiro-ministro do Líbano desde 2005.
- 9 de maio - Kiyoshi Kuromiya, autor e ativista americano (m. 2000).
- 14 de maio - Ólafur Ragnar Grímsson, presidente da Islândia desde 1996.
- 13 de julho - Danny Lockin, ator e dançarino norte-americano (m. 1977).
- 26 de julho - Mick Jagger, vocalista de The Rolling Stones
- 11 de agosto - Pervez Musharraf, militar e presidente do Paquistão de 2001 a 2008.
- 13 de agosto - Ertha Pascal Trouillot, presidente do Haiti de 1990 a 1991.
- 13 de agosto - Roberto Micheletti, presidente das Honduras de 2009 a 2010.
- 14 de agosto - Fernando Mitre, Jornalista e Diretor de Jornalismo da Rede Bandeirantes.
- 23 de agosto - Pino Presti, músico italiano.
- 23 de agosto - Raúl Cubas Grau, político paraguaio.
- 29 de agosto - Edu Lobo, cantor, compositor, arranjador e multi-instrumentista brasileiro.
- 2 de outubro - Regina Torné, atriz e comediante mexicana, que interpretou a personagem Glória do seriado El Chavo del Ocho.
- 14 de outubro - Mohammad Khatami, presidente do Irão de 1997 a 2005.
- 22 de outubro - Catherine Deneuve, atriz francesa.
- 23 de novembro - Denis Sassou-Nguesso, presidente do Congo de 1979 a 1992 e desde 1997 e presidente da Organização da Unidade Africana e da União Africana de 1986 a 1987 e de 2006 a 2007.
- 8 de dezembro - Jim Morrison, poeta, compositor, cantor e líder da banda estadunidense The Doors.
- 18 de dezembro - Keith Richards, guitarrista dos Rolling Stones.
- 23 de dezembro - Silvia Sommerlath, Rainha consorte da Suécia.
- 24 de dezembro - Tarja Halonen, presidente da Finlândia desde 2000.
- 27 de dezembro - Sam Hinds, presidente da Guiana em 1997 e primeiro-ministro da Guiana de 1992 a 1997.

## Mortes

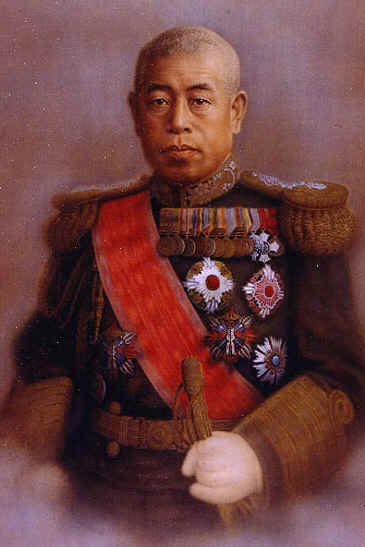
Isoroku Yamamoto
(1884 - 1943)

- 7 de janeiro de 1943 Nikola Tesla -  Inventor nos campos da engenharia mecânica e electrotécnica.
- 11 de janeiro - Agustín Pedro Justo, presidente da Argentina de 1932 a 1938 (n. 1876).
- 7 de abril - Alexandre Millerand, presidente da França de 1920 a 1924 e primeiro-ministro em 1920 (n. 1859).
- 18 de abril - Isoroku Yamamoto, Almirante japonês, planeou o ataque a Pearl Harbor, o avião em que seguia foi abatido por caças americanos (n. 1884). {\displaystyle \nabla }
- 29 de julho - Pedro Pablo Peña, presidente do Paraguai em 1912 (n. 1864).

## Prémio Nobel
- Física - Otto Stern[2]
- Química - George de Hevesy[3]
- Medicina - Henrik Dam,[4] Edward Adelbert Doisy,[4] Gerhard Domagk.[4]
- Literatura - não atribuído
- Paz - não atribuído

## Epacta e idade da Lua
| Epacta gregoriana | 24 (XXIV) |
| Idade da Lua      | Letra E   |

## Por tema
- 1943 na arte
- 1943 no Brasil
- 1943 na ciência
- 1943 no cinema
- 1943 no desporto
- 1943 no jornalismo
- 1943 na literatura
- 1943 na música
- 1943 na política
- 1943 no teatro
- 1943 na televisão